# Гроза (Дніпровський район)
Гро́за — хутір в Україні, у Солонянській селищній громаді Дніпровського району Дніпропетровської області Населення станом на 2021 рік — 43 мешканці.

## Географія
Хутір Гроза знаходиться за 2,5 км від правого берега річки Дніпро, на відстані 1 км від села Калинівка та за 2 км від села Вовніги.

## Назва
Походить від назви найнебезпечнішого каменю Гроза Вовнізького порогу, напроти якого розташований хутір.

## Історія
До радянсько-німецької війни 1941—1945 рр. тут діяв колгосп ім. Єжова.

## Населення
- 47 (2001)

### Мова
Розподіл населення за рідною мовою за даними перепису 2001 року:
| Мова       | Відсоток |
| ---------- | -------- |
| українська | 93,6 %   |
| російська  | 6,4 %    |

## Постаті
- Швець Михайло Олександрович (1980—2014) — солдат Збройних сил України, учасник російсько-української війни.